# زبان‌های لسوتو
لسوتو، کشوری در جنوب آفریقا، میزبان چند زبان از جمله فوتی, سوتویی, خوسا, زولو و انگلیسی است. تمامی این زبان‌ها به جز انگلیسی، به خانواده زبان‌های نیجر-کنگو تعلق دارند.

## زبان‌های ملی و رسمی
زبان سوتویی (یا سوتویی جنوبی)، که یکی از زبان‌های بانتوی جنوبی است، زبان ملی لسوتو محسوب می‌شود و بیشتر مردم باسوتو (شهروندان لسوتو) به این زبان سخن می‌گویند.
طبق قانون زبان‌های ملی و رسمی که در ۱۲ سپتامبر ۱۹۶۶ به تصویب مجلس ملی لسوتو رسید، زبان‌های سوتویی و انگلیسی به‌عنوان زبان‌های رسمی کشور شناخته شده‌اند.  سیاست زبانی این کشور بر دو‌زبانگی تأکید دارد. همچنین در فصل اول قانون اساسی لسوتو آمده است:
زبان‌های رسمی لسوتو، سوتویی و انگلیسی خواهند بود و هیچ سند یا اقدام قانونی صرفاً به دلیل استفاده از یکی از این زبان‌ها باطل نخواهد بود.— قانون اساسی لسوتو، ۱۹۹۳
بیش از ۹۰٪ جمعیت کشور، زبان اول‌شان سوتویی است و این زبان به طور گسترده در گفت‌وگوی روزمره استفاده می‌شود. در حالی که زبان انگلیسی عمدتاً در موقعیت‌های رسمی، اداری و حکومتی استفاده می‌شود، اما کاربرد زبان سوتویی در سیاست، دین و رسانه‌های جمعی در حال افزایش است.
در نظام آموزش ابتدایی، سه سال نخست تدریس به زبان سوتویی انجام می‌شود و از سال چهارم، زبان آموزش به انگلیسی تغییر می‌یابد. تسلط به زبان انگلیسی، به‌ویژه برای اهداف آموزشی، سیاسی، اجتماعی و اقتصادی در منطقه اهمیت زیادی دارد، و می‌تواند در یافتن شغل در لسوتو و کشورهای اطراف مؤثر باشد. با این حال، بسیاری از کودکان باسوتو تنها آموزش ابتدایی را می‌گذرانند و تک‌زبانه در زبان سوتویی باقی می‌مانند.

## زبان‌های اقلیت و مهاجر
اقلیتی از مردم باسوتو، که شمار آن‌ها در سال ۱۹۹۳ حدود ۲۴۸٬۰۰۰ نفر برآورد شده‌است، به زبان زولو سخن می‌گویند؛ زولو یکی از زبان‌های رسمی آفریقای جنوبی است.
زبان فوتی، که یکی از زبان‌های نگونی و نزدیک به زبان سوازی (از زبان‌های رسمی آفریقای جنوبی و اسواتینی) است، توسط حدود ۴۳٬۰۰۰ نفر از باسوتوها در سال ۲۰۰۲ صحبت می‌شده‌است.
زبان خوسا، یکی دیگر از زبان‌های نگونی و از زبان‌های رسمی آفریقای جنوبی، نیز توسط حدود ۱۸٬۰۰۰ نفر در لسوتو صحبت می‌شود. معمولاً گویشوران این زبان‌های اقلیتی، به زبان سوتویی نیز تسلط دارند.
زبان آفریکانس که عمدتاً در آفریقای جنوبی و نامیبیا رایج است، در لسوتو به‌عنوان یک زبان مهاجر شناخته می‌شود.